# Copa del Príncipe de Asturias de fútbol
La Copa del Príncipe de Asturias de fútbol fue una competición que organizó la Real Federación Española de Fútbol (RFEF) entre 1914 y 1926 siendo disputada por equipos formados por combinados de jugadores pertenenientes a las distintas federaciones regionales españolas. Estas federaciones regionales no coincidían necesariamente respecto a su extensión territorial ni con las regiones históricas españolas ni con las actuales comunidades autónomas. Los jugadores participantes eran los que militaban en los clubes pertenecientes a cada una de las federaciones regionales, con independencia de su lugar de nacimiento.
El torneo había sido creado previamente por la Federación Española de Clubs de Foot-ball (FECF), antecesora de la RFEF, en 1913.

## Historia

### La Copa Príncipe de Asturias de la FECF (1913)
La competición fue creada originalmente en 1913 por la Federación Española de Clubs de Foot-ball (FECF), antecesora de la RFEF, en honor del entonces Príncipe de Asturias, don Alfonso de Borbón y Battenberg, siendo el trofeo una donación hecha en su nombre por su padre Alfonso XIII. Don Alfonso era el hijo primogénito del rey Alfonso XIII, y tuvo este cargo desde su nacimiento en 1907 hasta la proclamación de la Segunda República en 1931.
A diferencia de lo que más tarde sucedería en los torneos posteriores organizados por la RFEF, donde eran sus federaciones regionales afiliadas las responsables de la confección de sus respectivas selecciones, en el torneo de la FECF la elaboración de las selecciones recayó directamente en los propios clubes de las regiones delimitadas en las bases de la competición, que según las mencionadas bases debían formar jurados conjuntos para la citada tarea.
Se inscribieron las selecciones del Centro (formada por jugadores del Madrid F.C., Gimnástica de Madrid y Español), la del Norte (formada únicamente por el Racing de Irún) y la de las Academias Militares (integrada por la Academia de Infantería), retirándose esta última antes del comienzo del torneo.
La competición se llevó a cabo en Madrid con motivo de las celebraciones del aniversario del Príncipe de Asturias los días 11 y 12 de mayo. El primer partido fue ganado por la selección del Norte por 2-1, mientras que el segundo partido acabó con polémica, ya que había sido suspendido temporalmente por una fuerte granizada y cuando el árbitro mandó reanudar el encuentro los jugadores madrileños no se alinearon en el campo, marcando los irundarras un gol a puerta vacía y acabando así el partido, ganando la selección del Norte los dos partidos disputados.
Posteriormente la Asamblea de la Federación acordó la repetición de este segundo encuentro, instando a que el Racing de Irún y los equipos madrileños se pusieran de acuerdo respecto a la fecha y lugar de celebración del mismo. A finales de junio todavía no había una fecha fijada. A principios de julio fue publicado que el partido tendría lugar a finales de ese mismo mes en Irún, y que la selección del Centro vendría acompañada por el presidente de la FECF, Ricardo Ruiz Ferry.
Lo cierto es que Ruiz Ferry llegaría a ir a Guipúzcoa a finales de ese mismo mes, pero para reunirse en San Sebastián con los representantes de la Real Unión Española de Clubs de Foot-ball (RUECF), una escisión de la FECF, y negociar con ellos la fusión de ambas federaciones, hecho que culminaría en la creación de la Real Federación Española de Fútbol (RFEF).

### Los torneos organizados por la RFEF (1914-18 y 1922-26)
Con la Real Federación Española de Fútbol ya constituida, el torneo fue instituido oficialmente en su Asamblea Ordinaria de 1914.
Durante la primera etapa de esta competición (1914 a 1918) todos los partidos se disputaban en la ciudad de Madrid y la inscripción en la misma era voluntaria para las distintas federaciones regionales. Tras cuatro ediciones disputadas el trofeo fue otorgado en propiedad a la Federación Centro, por haber vencido la competición en dos ocasiones, y dejó de disputarse.
Tres años después, ante la necesidad de tener referentes para confeccionar la recién creada selección española, en la asamblea de la Federación Española celebrada en Vigo en julio de 1922 se acordó instaurar un nuevo trofeo con el nombre de Campeonato Interregional, que se disputaría con sedes variables y con la participación obligatoria de todas las federaciones regionales asociadas a la nacional.
Tras disputarse dos ediciones bajo el nuevo formato, la competición dejó de tener interés para las federaciones, dado las dificultades de los desplazamientos y los costes económicos que conllevaba, por lo que se acordó suprimirla, no sin antes disputar una última edición con el objeto de adjudicar el segundo trofeo en disputa entre las dos selecciones que la habían ganado en años anteriores.

## Historial

### I edición. 1914/15
En 1915 tuvo lugar la I Copa del Príncipe de Asturias. La novedosa competición enfrentó en un triangular a las selecciones regionales de Cataluña, Castilla —bajo la denominación de selección centro— y Norte —selección que agrupaba a integrantes del País Vasco y Cantabria—. Ésta tuvo lugar en Madrid, en el Campo de O'Donnell, recinto donde el Athletic de Madrid disputaba sus partidos como local.
La selección del Norte —dependiente de la Federación Regional de Fútbol del Norte—, fue fundada en 1913 englobando a los futbolistas pertenecientes al País Vasco y Cantabria, para posteriormente incluir a las provincias de Logroño y Navarra. Pese a ello, participó exclusivamente con jugadores vascos. La selección catalana era dependiente de la Federación Catalana de Clubes de Foot-ball, fundada en 1902, la cual englobaba a las provincias de Barcelona, Gerona, Lérida y Tarragona. Por último, la selección centro, era dependiente de la Federación Regional Centro fundada en 1903 y que estaba formada por las provincias de Ávila, Ciudad Real, Cuenca, Guadalajara, Madrid, Segovia y Toledo, aunque al igual que los contendientes vascos, sus únicos representantes pertenecieron a clubes madrileños.
En cuanto a los goleadores hubo un séxtuple empate a un gol al anotar seis jugadores distintos todos los goles de esta primera edición del torneo. Estos se repartieron también entre los tres equipos, finalizando todos con dos tantos a favor.

#### Resultados
La selección del Norte fue la primera vencedora del torneo tras sumar un empate y una victoria.
| Jornada I; 10 de mayo de 1915, 16:50 CEST | Centro        | 1:2 (1:2) | Cataluña                         | Campo de O'Donnell, Madrid, España |                          |
|                                           | René Petit ?' | Reporte   | - Paulino Alcántara ?' - Baró ?' | Árbitro(s): Julián Ruete           | Árbitro(s): Julián Ruete |

| Jornada II; 12 de mayo de 1915, 17:00 CEST | Norte        | 1:0 (0:0) | Cataluña | Campo de O'Donnell, Madrid, España |                      |
|                                            | Legarreta ?' | Reporte   |          | Árbitro(s): Menéndez               | Árbitro(s): Menéndez |

| Jornada III; 14 de mayo de 1915, ??:?? CEST | Centro               | 1:1 (0:0) | Norte                 | Campo de O'Donnell, Madrid, España |                           |
|                                             | Santiago Bernabéu ?' | Reporte   | Patricio Arabolaza 47 | Árbitro(s): Carlos Dieste          | Árbitro(s): Carlos Dieste |

### II edición. 1915/16
Al año siguiente Madrid volvió a ser la sede del torneo en la que debieron haber participado los mismos contendientes que en la primera edición. Sin embargo, la selección del Norte finalmente no se presentó a la competición por no haber podido reunir a todos sus integrantes debido a las diferencias que acaecían dentro de su propia federación regional. Así pues, la selección catalana —bajo la renombrada Federación Catalana de Foot-ball Asociation— y la selección centro fueron los señalados para disputarse el título, pese a que estaba establecido el formato triangular hasta el último instante.
La selección catalana se proclamó finalmente vencedora de la segunda edición de la Copa Príncipe de Asturias.

#### Resultados
| Jornada I; 11 de mayo de 1916, ??:?? CEST | Centro | 3:6 (0:0) | Cataluña | Campo de O'Donnell, Madrid, España |                           |
|                                           |        | Reporte   |          | Árbitro(s): Carlos Dieste          | Árbitro(s): Carlos Dieste |

| Jornada II; 13 de mayo de 1916, 16:30 CEST | Cataluña | 2:2 (?:?) | Centro | Campo de O'Donnell, Madrid, España |                         |
| |          | Reporte   |        | Árbitro(s): Desconocido            | Árbitro(s): Desconocido |
| Tras la incomparecencia de la selección del Norte se disputó un segundo partido entre Cataluña y la selección centro una dilucidándose el título en una eliminatoria final a dos partidos. |          |           |        |                                    |                         |

### III edición. 1916/17
En la tercera edición acudió la selección cantábrica —dependiente de la Federación Regional Cantábrica de clubs de Foot-ball, fundada en 1915— englobando a las provincias de Oviedo y Santander aprovechando una nueva ausencia de la selección norte que aún se encontraba en disputas internas. Junto a ella comparecieron las ya conocidas selección del centro y selección catalana, presentes por tercera ocasión.
Tras el correspondiente formato triangular, hubo de ser necesario un partido de desempate final ya que los castellanos y los catalanes quedaron empatados a tres puntos tras un empate y una victoria cada uno. El mismo tuvo lugar en Madrid, sede del torneo, el día 15 de mayo, finalizando con la victoria final de la selección centro por 2-0, igualando así en el palmarés del torneo a las ya vencedoras selecciones del norte y catalana.

#### Resultados
| Jornada I; 10 de mayo de 1917, ??:?? CEST | Centro        | 2:2 (?:?) | Cataluña                 | Campo de O'Donnell, Madrid, España |                           |
|                                           | Villaverde ?' |           | - Gumbau ?' - Alcover ?' | Árbitro(s): Carlos Dieste          | Árbitro(s): Carlos Dieste |

| Jornada II; 10 de mayo de 1917, ??:?? CEST | Cataluña  | 1:0 (?:?) | Cantábrico | Campo de O'Donnell, Madrid, España |                      |
|                                            | Gumbau ?' |           |            | Árbitro(s): Menéndez               | Árbitro(s): Menéndez |

| Jornada III; 11 de mayo de 1917, ??:?? CEST | Centro                                    | 3:2 (?:?) | Cantábrico                  | Campo de O'Donnell, Madrid, España |                     |
|                                             | - Desconocido - Desconocido - Desconocido |           | - Desconocido - Desconocido | Árbitro(s): Serrano                | Árbitro(s): Serrano |

| Final; 15 de mayo de 1917, 17:00 CEST | Centro                | 2:0 (0:0) | Cataluña | Campo de O'Donnell, Madrid, España |                          |
| | - Mieg ?' - Agüero ?' | Reporte   |          | Árbitro(s): Julián Ruete           | Árbitro(s): Julián Ruete |
| Fue necesario un partido de desempate final en el que tras ir 2-0 favorable a los castellanos, se le anuló un tanto a Cataluña por haberse anotado de manera directa de un saque de esquina, circunstancia no permitida en la época, y tras el suceso dio con la expulsión de un jugador visitante por las protestas, a lo que la selección catalana abandonó el partido en señal de protesta. |                       |           |          |                                    |                          |

### IV edición. 1917/18
La cuarta edición del torneo dejó patente la escasa proyección que adquirió la competición, motivo por el cual los clubes de fútbol españoles —que cedían sus jugadores a las correspondientes selecciones regionales— solicitaron en enero de 1918 a la Real Federación Española de Fútbol la supresión de la competencia. Ésta aceptó la propuesta en favor de una competencia de segunda categoría, ya que no en vano, el apretado calendario (en la edición anterior el concurso coincidió con la fase final de la Copa del Rey) y controversias de otra índole impedían la participación de los mejores jugadores y seleccionados.
Así pues, a finales del mismo mes tuvo lugar la que sería la última edición del torneo entre la selección centro y la selección cantábrica, únicas que pudieron reunir un equipo con el que competir. Una eliminatoria final a doble partido dio con la selección castellana como vencedora merced a un 6-3 global en dos victorias, por lo que se adjudicó la copa en propiedad al ser el último vencedor y único en repetir campeonato.

#### Resultados
| Ida; 20 de enero de 1918, ??:?? CEST | Centro                                    | 3:2 (?:?) | Cantábrico                  | Campo de O'Donnell, Madrid, España |                         |
|                                      | - Desconocido - Desconocido - Desconocido |           | - Desconocido - Desconocido | Árbitro(s): Desconocido            | Árbitro(s): Desconocido |

| Vuelta; 22 de enero de 1918, ??:?? CEST                                      | Centro                                   | 3:1 (0:0) | Cantábrico      | Campo de O'Donnell, Madrid, España |                           |
|                                                                              | - Desconocido - Desconocido - Olarquiaga | Reporte   | - S. Villaverde | Árbitro(s): Carlos Dieste          | Árbitro(s): Carlos Dieste |
| Algunas crónicas de la época dan como resultado un 4-1 para los castellanos. |                                          |           |                 |                                    |                           |

### V edición. 1922/23
Denominación: Campeonato Interregional.
Sede: múltiple.
Participantes:
1. Selección Asturiana.
2. Selección Gallega.
3. Selección Catalana. El combinado catalán contaba en aquella época con grandes figuras internacionales como el portero españolista Ricardo Zamora o los barcelonistas Josep Samitier, el filipino Paulino Alcántara y el argentino Emilio Sagi Barba.
4. Selección Sur.
5. Selección Vizcaína.
6. Selección Centro.
7. Selección Levantina.
8. Selección Guipuzcoana.

#### Resultados
(torneo por eliminatorias a partido único)
Cuartos de final.
-Gijón, 12-11-1922: Asturias, 1 - Vizcaya, 1.
-Desempate. Gijón, 13-11-1922: Asturias, 4 - Vizcaya, 3.
-Vigo, 19-11-1922: Galicia, 4 - Centro, 1.
-Valencia, 19-11-1922: Levante, 1 - Sur, 2.
-Irún, 19-11-1922: Guipúzcoa, 0 - Cataluña, 3.
Semifinales.
-Sevilla, 14-01-1923: Sur, 1. Galicia, 4.
-Gijón, 14-01-1923: Asturias, 1 - Cataluña, 0.
Final.
-Vigo, 25-02-1923: Asturias,3 - Galicia, 1.

### VI edición. 1923/24
Denominación: Campeonato Interregional.
Sede: múltiple.
Participantes:
1. Selección Catalana.
2. Selección Centro. Compuesta exclusivamente por jugadores del Real Madrid.
3. Selección Sur. Compuesta exclusivamente por jugadores del Sevilla F. C.
4. Selección Vizcaína.
5. Selección Levantina.
6. Selección Gallega. Compuesta exclusivamente por jugadores del Celta de Vigo.
7. Selección Asturiana.
8. Selección Guipuzcoana.
Resultados: (torneo por eliminatorias a partido único)
Cuartos de final.
-Sevilla, 11-11-1923: Sur, 3 - Levante, 2.
-Bilbao, 18-11-1923: Vizcaya, 4 - Asturias, 2.
-Madrid, 23-11-1923: Centro, 1 - Galicia, 0.
-Barcelona, 25-11-1923: Cataluña - Guipúzcoa.
Semifinales.
-Madrid, 27-01-1924: Centro, 2 - Sur, 1.
-Barcelona, 27-01-1924: Cataluña - Vizcaya.
Final.
-Bilbao, 24-02-1924. Cataluña, 4 - Centro, 4.
-Desempate. Bilbao, 25-02-1924. Cataluña, 3 - Centro, 2.

### VII edición. 1925/26
Denominación: Campeonato Interregional.
Sede: Gijón y Barcelona.
Participantes:
1. Selección Catalana.
2. Selección Asturiana. La Federación Asturiana de Fútbol incluía a los clubes de las provincias de Asturias, Burgos, León, Palencia y Zamora.
Resultados: (torneo por eliminatoria a doble partido)
-Ida. Gijón, 5-09-1926: Asturias, 0 - Cataluña, 2.
-Vuelta. Barcelona, 19-9-1926: Cataluña, 4 - Asturias, 3.

## Palmarés
| Selección | Campeonatos | Subcampeonatos | Años campeonatos  | Notas                             |
| --------- | ----------- | -------------- | ----------------- | --------------------------------- |
| Cataluña  | 3           | 2              | 1916, 1924 y 1926 | Un título en propiedad.           |
| Centro    | 2           | 2              | 1917 y 1918       | Un título en propiedad.           |
| Asturias  | 1           | 2              | 1923              | Incluida la selección cantábrica. |
| Norte     | 1           | —              | 1915              |                                   |
| Galicia   | —           | 1              |                   |                                   |